# Моло ди Борбера (Алесандрија)
Моло ди Борбера је насеље у Италији у округу Алесандрија, региону Пијемонт.
Према процени из 2011. у насељу је живело 130 становника. Насеље се налази на надморској висини од 332 м.